# Markus Weisbeck

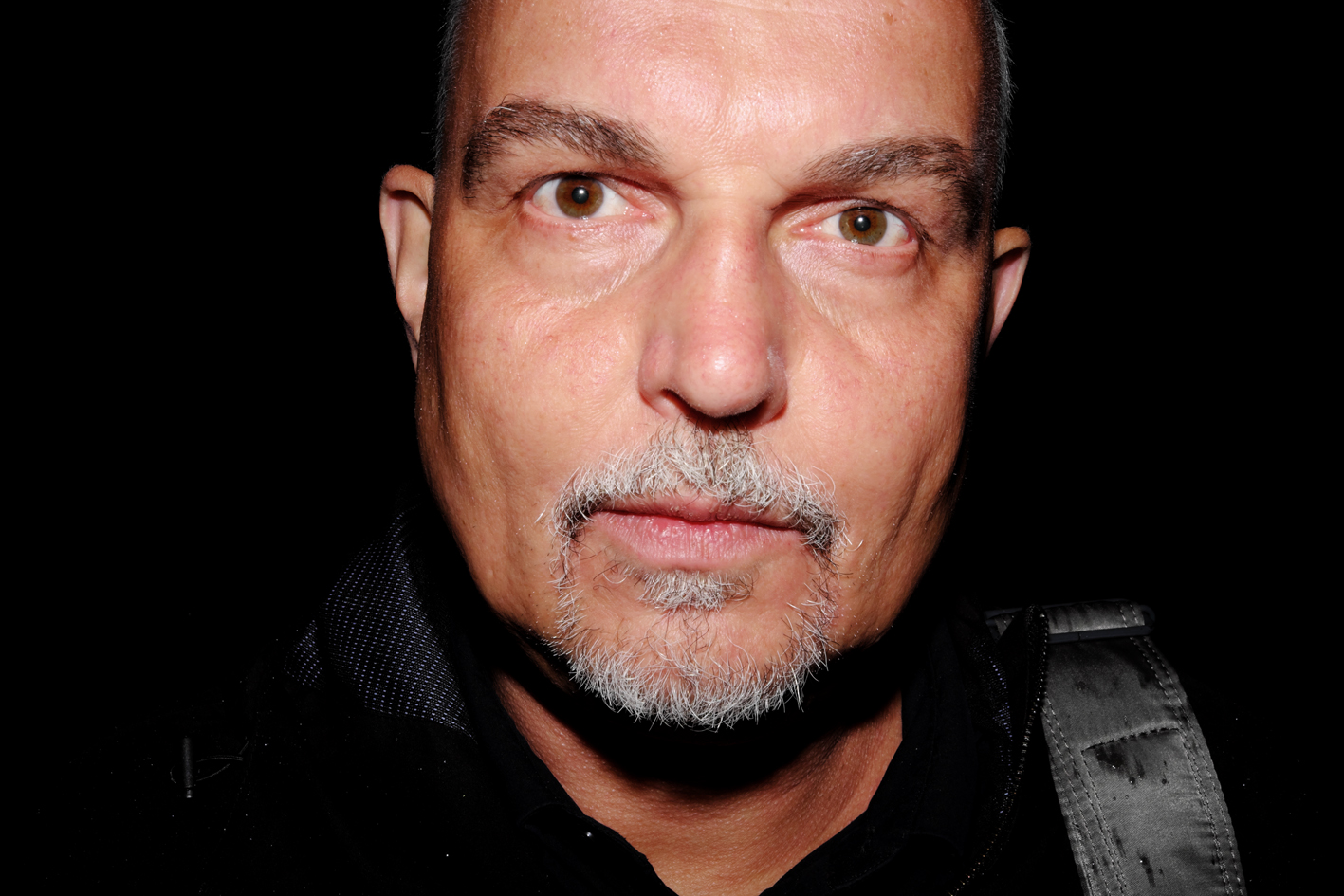
Markus Weisbeck (2019)

Markus Weisbeck (* 16. Mai 1965 in Offenburg) ist ein deutscher Grafikdesigner und Professor an der Bauhaus-Universität Weimar. Er lebt und arbeitet in Weimar und Frankfurt am Main.

## Leben und Werk
Weisbeck studierte Visuelle Kommunikation an der Hochschule für Gestaltung Offenbach am Main und gründete 1999 das Grafikstudio Surface Gesellschaft für Gestaltung mbH. Nach mehreren internationalen Gastprofessuren unterrichtet er seit 2011 als Professor für Grafikdesign an der Bauhaus-Universität Weimar und regelmäßige Lehraufträge an dem Paju typography Institute PaTI Korea. Seit 2013 ist er offizielles Mitglied des AGI Alliance Graphique Internationale.
Sein Werk umfasst eine Vielzahl von Projekten, darunter Buchgestaltung, Ausstellungskonzepte, visuelle Identitäten und experimentelle Typografie. Weisbeck hat mit renommierten Institutionen wie dem [z. B. Museum für Moderne Kunst in Frankfurt, dem Deutschen Pavillon auf der Venedig Biennale 2007, 2009] und international bekannten Künstlern wie bspw. Gerhard Richter, Isa Genzken, Liam Gillick, William Forsythe, Olaf Holzapfel, Rachel Harrison, Jaqueline Humphries zusammengearbeitet.

## Lehre
In seiner Lehre legt er großen Wert auf die Verbindung von Theorie und Praxis sowie die Förderung von experimentellen Ansätzen im Designprozess. Der Space for Visual Research wurde 2013 an der Bauhaus-Universität Weimar als Werkstatt und Labor für die experimentelle Erforschung neuer grafischer, abstrakter und visueller Welten gegründet. Die Mission des Space ist es, den Erkundungsdrang nach neuer Ästhetik zu unterstützen, insbesondere indem er Designstudenten befähigt, ihre eigene, individuelle Bildwelt zu schaffen.

## Auszeichnungen und Ausstellungen
Weisbeck hat zahlreiche Auszeichnungen für seine Arbeit erhalten, darunter [Beispiel: den Designpreis der Bundesrepublik Deutschland, den TDC Award, etc.]. Seine Werke wurden in internationalen Ausstellungen gezeigt, etwa bei z. B. der Biennale in Venedig, dem Museum of Modern Art NYC oder der Typojanchi in Seoul.

## Bedeutung
Markus Weisbecks Arbeiten zeichnen sich durch eine starke konzeptionelle Ausrichtung und eine enge Verknüpfung von Design und Kunst aus. Seine Projekte hinterfragen etablierte Normen und eröffnen neue Perspektiven auf die Rolle von Grafikdesign in der modernen Gesellschaft.

## Arbeiten ab 2007 (Auswahl)
- 2007: Corporate Design The Forsythe Company / Corporate Design Deutscher Pavillon Biennale di Venezia / Corporate Design Deutscher Pavillon Sao Paulo Architektur-Biennale / Corporate Design Städelschule ArchitectureClass
- 2008: Artdirection Animationen Designpreis der Bundesrepublik Deutschland (mit Oliver Hardt)
- 2009: Corporate Design Deutscher Pavillon Biennale di Venezia / Monografie Rachel Harrison für CCS Bard College
- 2009: Corporate Design Weingut von Winning
- 2010: Do the stars need a reason to shine, Solo, Krome Galerie
- 2011: Corporate Design Staatsoper Stuttgart / Corporate Design Museum für Moderne Kunst, Frankfurt am Main / Art works Sammlungskatalog Deutsche Bank AG / Corporate Design Globe Festival Deutsche Bank AG
- 2012: Corporate Design Gwangju Folly II, Korea / Ausstellungsdesign Goethe-Nationalmuseum (Weimar)
- 2013: Corporate Design Fogo Island Art, Neufundland, Kanada
- 2014: Corporate Design Museum für Moderne Kunst, Frankfurt am Main
- 2016: Corporate Design Luma Arles, Arles, Frankreich
- 2018: Corporate Design Hotel Silber, Stuttgart / Städelschule Architecture Class / Die Neue Altstadt
- 2020: German Design Award 2022, Rat für Formgebung, Frankfurt
- 2021: documenta. Politik und Kunst, Deutsches Historischen Museum, Berlin / ins freie, Festival, Frankfurt
- 2023: Kapwani Kiwanga, Trinket, Corporate Design des kanadischen Pavillons Biennale di Venezia

## Publikationen
- 2007: The conditions of Graphic Design, IDEA, Japan / New Typographic Design, Laurence King, UK / Kelvin, Colour Today; Die Gestalten Verlag, Deutschland / Serialize; Gestalten Verlag, Deutschland / Design Evolution, Rockport, USA / Corporate Identity und Corporate Design, avEdition, Deutschland / New Visual Works, German Graphic Design, LST, China
- 2008: Quest, Deutschland
- 2009: Area 2, Phaidon, UK / Dry Design, Pie Books, Japan / 23rd International Biennial of Graphic Design, Tschechien / 60 Jahre Grafik-Design der Bundesrepublik / Studio Culture, Unit Editions, London, UK / Goethe-Institut, Designtrends Germany
- 2010: 24rd International Biennial of Graphic Design, Tschechien
- 2011: Markus Weisbeck, Surface; Monografie, SternbergPress NYC
- 2014: Markus Weisbeck, Surface; Monografie, Idea School Teheran
- 2022: Markus Weisbeck; DO THE STARS NEED A REASON TO SHINE?, Spector Books, Germany
- Diverse Artikel in Creative Review, Grafik, Form, Page, Etapes

## Ausstellungen
- 1996: IDCA, International Design Conference, Aspen/Colorado, USA
- 1997: Musée de la Poste, Paris, Frankreich
- 2001: Didalic Convention, Museum für Angewandte Kunst, Wien, Österreich / Trade, Fotomuseum Winterthur, Schweiz
- 2002: Foto Biennale Rotterdam, Niederlande / Die Kraft der Negation, Volksbühne Berlin / Schauspielhaus Köln, Deutschland (mit Nikolaus Hirsch & Michel Müller) / Mapping, 1822-Forum, Frankfurt/M., Deutschland
- 2003: Utopia Station, Biennale di Venezia, Italien / Soundchambers, Museu Serralves, Porto, Lissabon, Portugal (mit Nikolaus Hirsch & Michel Müller)
- 2004: Emotion One, Frankfurter Kunstverein, Frankfurt/M., Deutschland / Utopia Station, Haus der Kunst München, Deutschland
- 2006: Peace Tower, Whitney Biennale, New York, USA / Protections, Kunsthaus Graz, Österreich / International Poster Exhibition, Tokushima, Japan
- 2007: Dimension der Fläche – Kommunikationsdesign in Deutschland
- 2008: GestalteCreate, 175 Jahre HfG Offenbach, MAK, Frankfurt, Deutschland
- 2009: 23rd International Biennial of Graphic Design, Brno, Tschechien / Ursula Blickle Stiftung, Kraichtal / Surface, Design Hessen, Darmstadt, Deutschland
- 2010: Krome Gallery, Soloshow, Berlin, Deutschland / Thomas Mayfried, ephemera, grafik design etc. Haus der Kunst, München, Deutschland
- 2011: The Office Gallery, Frankfurt, Deutschland / Krome Gallery, Soloshow, Berlin, Deutschland / 24rd International Biennial of Graphic Design, Brno, Tschechien
- 2012: Past Present Fortune, Kai Middendorff Galerie / The Future Archive, NBK Berlin, Deutschland
- 2013: Freie Sicht / Groupshow, KV Wiesbaden, Deutschland
- 2014: Space for Visual Research, Kai Middendorff Galerie
- 2016: „Alles neu! 100 Jahre Neue Typografie und Neue Grafik in Frankfurt am Main“, kuratiert von Klaus Klemp, Friedrich Friedl, Matthias Wagner K und Peter Zizka, Museum Angewandte Kunst, Frankfurt, 2016[1]
- 2017: ABCstract, Soloshow, Kai Middendorff Galerie, Frankfurt, Germany / Dalian Painting Academy (⼤大连画院), Soloshow, Dalian, China / «Morteza Momayez Foundation», Tehran (Solo), Iran
- 2019: Gwangju Design Biennale / Gwangju, Korea, Soloshow, Dalian, China / Manifest of Practice, Vertretung des Freistaates Thüringen beim Bund, Berlin, Germany
- 2022: Markus Weisbeck; DO THE STARS NEED A REASON TO SHINE? Galerie Kai Middendorff, Frankfurt, Germany
- 2024: Markus Weisbeck: ICI, Open Museum, Xiamen, China

## Space for Visual Research Workshops
- 2018: PaTI, Institute for Typography Paju, Paju, Korea
- 2018: Y Design Summer, Hangzhou, China
- 2018: Vije School, Tehran, Iran
- 2018: Hubei Institute for Technology, Wuhan, China
- 2019: Gwangju Design Biennale / Gwangju, Korea
- 2019: Humboldt Forum, Quito, Ecuador
- 2019: Universidad Católica Boliviana, La Paz, Bolivien
- 2019: Taiwan Tech, Taipeh, Taiwan
- 2019: Y Design Summer, Macau, China
- 2023: Paju Typography Institute, Paju, South Korea
- 2023: Tainan Tech, Tainan, Taiwan
- 2023: Nanjing University of the Arts, Nanjing, China
- 2023: Jilin University, Changchun, China
- 2023: Huaxizi, Hangzhou, China
- 2024: KUWASAWA Design School, Tokyo, Japan; TUT University, Tainan, Taiwan; ICI University, Xiamen, China; Nanjing University of the Arts, Nanjing, China